# Дзанотти, Маттиа
Маттиа Дзанотти (итал. Mattia Zanotti; родился 11 января 2003 года, Брешиа, Италия) — итальянский футболист, правый защитник швейцарского клуба «Лугано».

## Клубная карьера
Дзанотти является воспитанником клубов «Виртус Фералпи Лонато» и «Брешиа». В 2017 году присоединился к молодёжной команде «Интернационале». 1 октября 2021 года он подписал первый профессиональный контракт с клубом. 12 декабря 2021 года он дебютировал за «Интернационале» в Серии А, выйдя на замену.

## Карьера в сборной
Дзанотти выступал за молодёжные сборные Италии до 15, до 16, до 17, до 19 и до 20 лет.

## Достижения
«Интернационале»
- Обладатель Суперкубка Италии: 2022